# جوجو (خواننده)
جوانا نوئل بلاگدِن لِوِسکه (به انگلیسی: Joanna Noëlle Blagden Levesque) ‏ (۲۰ دسامبر ۱۹۹۰ در برَتِلبورو، ورمانت، آمریکا) معروف به جوجو (به انگلیسی: JoJo) ترانه‌سرا، خواننده و بازیگر اهل ایالات متحده آمریکا است.

## آلبوم‌ها
- JoJo (جوجو) (۲۰۰۴)
- The High Road (جادهٔ طولانی) (۲۰۰۶)
- Mad Love (عشق دیوانه وار) (۲۰۱۶)

## زندگی هنری
او پس از اولین آلبوم خود که در حدود ۹۵۰۰۰ نسخه و چیزی بیش از ۳ میلیون فروش داشت شهرت یافت و این آلبوم او را به ردهٔ چهارم در رنکینگ دویستایی رساند.
وی به مقام دوازدهم رنکینگ جذابیت و دریافت گواهی طلایی سازمان ثبت صنعت همخوانی/خوانندگی آمریکا RIAA نائل گردید. همچنین نگهداشتن ۵ هفته‌ای مقام اول TOP 40 Mainstream به خاطر تک‌آهنگش، او را به جوان‌ترین هنرمند مستقلی تبدیل کرد که یک تک آهنگ شماره ۱ در آمریکا داشت.
او سوابق بازیگری نیز دارد. اولین حضور وی در تلویزیون در برنامه The BernieMac Show بود و در سال ۲۰۰۶ او در دو فیلم هالیوودی Aquamarine و RV حضور پیدا کرد.
آلبوم دوم او The High Road در ۱۷ اکتبر ۲۰۰۶ منتشر گردید و با فروش ۱۰۸۰۰۰ کپی در هفته اول فروش خود مقام سوم را در رنکینگ ایالات متحده کسب کرد.
و سومین آلبوم او نیز به نام All I Want Is Everything در حال انتشار است.
او در فیلم آکوامارین بازی کرده است.